# Aldo Canti (Leichtathlet)

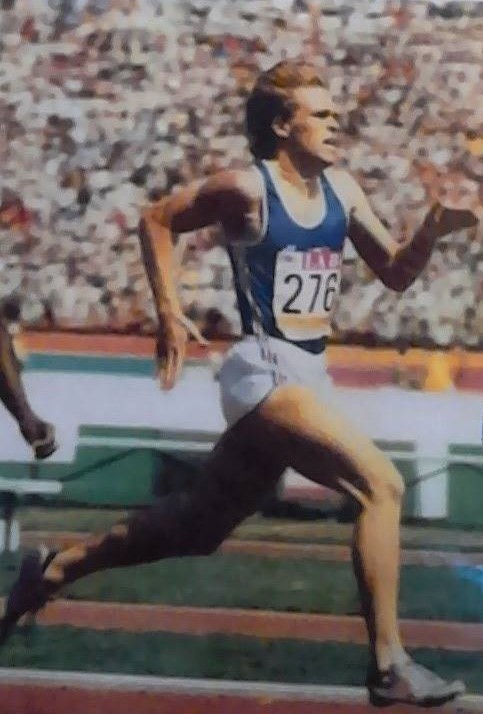
Aldo Canti bei den Olympischen Spielen 1984

Aldo Canti (* 9. März 1961 in Montmorency, Département Val-d’Oise) ist ein ehemaliger französischer Leichtathlet, der sich auf den Kurzstreckenlauf spezialisiert hatte. Er gewann zwei Goldmedaillen bei Mittelmeerspielen. Bei den Olympischen Spielen 1992 startete er für San Marino.

## Sportliche Karriere
Der 1,85 Meter große Aldo Canti startete für Stade Français in Paris. Er gewann 1985 den französischen Meistertitel im 400-Meter-Lauf. Hinzu kam der Hallenmeistertitel 1983 im 200-Meter-Lauf und der Hallentitel 1989 über 400 Meter.
Bei den Junioreneuropameisterschaften 1979 in Bydgoszcz belegte Canti den siebten Platz über 200 Meter und den sechsten Platz mit der 4-mal-100-Meter-Staffel. 1981 gewann er die Bronzemedaille mit der 4-mal-100-Meter-Staffel bei der Universiade in Bukarest. Zwei Jahre später bei der Universiade in Edmonton erlief er Bronze mit der 4-mal-400-Meter-Staffel.
1982 erreichte die französische 4-mal-400-Meter-Staffel mit Paul Bourdin, Aldo Canti, Didier Dubois und Pascal Barré den siebten Platz bei den Europameisterschaften in Athen. Im August 1983 schied Canti sowohl über 400 Meter als auch mit der 4-mal-400-Meter-Staffel vorzeitig bei den Weltmeisterschaften in Helsinki aus. Im September 1983 bei den Mittelmeerspielen in Casablanca siegte er über 400 Meter in 45,28 Sekunden mit einer halben Sekunde Vorsprung vor seinem Landsmann Hector Llaster. Die französische 4-mal-400-Meter-Staffel gewann mit 0,16 Sekunden Vorsprung vor dem italienischen Quartett. 1984 bei den Olympischen Spielen in Los Angeles erreichte Canti über 400 Meter das Halbfinale und schied dann mit 45,59 Sekunden aus. Die 4-mal-400-Meter-Staffel mit Yann Quentrec, Didier Dubois, Jacques Fellice und Aldo Canti verpasste den Einzug in die zweite Runde um über eine Sekunde.
1985 trat Aldo Canti beim Weltcup in Canberra über 400 Meter an und erreichte den siebten Platz für das europäische Team. Im Jahr darauf bei den Europameisterschaften in Stuttgart belegte Canti in 45,93 Sekunden den siebten Platz über 400 Meter, nachdem er im Zwischenlauf 45,62 Sekunden gelaufen war. Die 4-mal-400-Meter-Staffel mit Yann Quentrec, Philippe Gonigam, Jean-Jacques Boussemart und Aldo Canti wurde Achte. Im Jahr darauf bei den Weltmeisterschaften in Rom schied die Staffel in der zweiten Runde aus.
Ab 1991 trat Aldo Canti für San Marino an, das Land seiner Vorfahren. Bei den Mittelmeerspielen 1991 erreichte er in 21,02 Sekunden den vierten Platz über 200 Meter mit 0,06 Sekunden Rückstand auf den Drittplatzierten. Mit beiden Staffeln belegte er den letzten Platz. 1992 trat Aldo Canti für San Marino bei den Olympischen Spielen in Barcelona an. Über 200 Meter lief er im siebten Vorlauf 21,69 Sekunden. Die 4-mal-100-Meter-Staffel mit Nicola Selva, Manlio Molinari, Dominique Canti und Aldo Canti wurde Vierte im vierten Vorlauf.

## Bestzeiten
- 100 Meter: 10,42 Sekunden, 25. Juli 1987, Montgeron
- 200 Meter: 20,69 Sekunden, 1. Juli 1984, Villeneuve-d’Ascq und 4. Juli 1987, Montgeron
  - 200 Meter: 21,50 Sekunden, 6. März 1983, Budapest (Halle)
- 400 Meter: 45,09 Sekunden, 22. August 1984, Zürich
  - 400 Meter: 47,13 Sekunden, 21. Februar 1987, Liévin (Halle)